# Yves Rousseau (musicien)
Yves Rousseau est un contrebassiste et compositeur français né le 31 janvier 1961 à Tournan-en-Brie.

## Biographie
Dès sa plus tendre enfance, il écoute de la musique en famille et découvre la contrebasse en écoutant Pierre Michelot et Patrice Caratini. Il étudie l’instrument avec Jacques Cazauran au CNR de Versailles entre 1982 et 1987. En 1989, il obtient un Premier prix d'orchestre au Concours national de Jazz de la Défense.
Sa rencontre avec Jean-François Jenny-Clark en 1984 au sein de l’Ensemble franco-allemand de jazz est déterminante et modifie sensiblement sa façon d’appréhender la musique. Avec Albert Mangelsdorff, il co-dirige l’Ensemble Franco-allemand de jazz de 1990 à 1993.
Simultanément à ses études musicales et tout en multipliant des expériences en orchestre de chambre et symphonique, il fait quelques incursions dans la musique baroque, contemporaine, électro-acoustique et commence à se consacrer au jazz.
De 1990 à 1995, il est enseignant au CIM (Centre d'informations musicales) puis intervient régulièrement au département jazz du Conservatoire national supérieur de musique et de danse de Paris. Il enseigne par la suite au CNR de Metz entre 2002 et 2008.  Entre 1993 et 1996, Yves Rousseau entame des résidences artistiques notamment au Festival Jazz sous les Pommiers avec le vibraphoniste Franck Tortiller puis au sein du Service Culturel de la ville de Nangis où il crée le programme Poète, vos Papiers ! autour de l’univers de Léo Ferré avec son quartet augmenté des chanteuses Jeanne Added et Claudia Solal. Le CD paraît en 2007 (Chant du Monde/Harmonia Mundi).
Il fonde en 2000 son 1er groupe avec Jean-Marc Larché, Régis Huby et Christophe Marguet avec lequel il publie 3 albums :
- Fées et gestes (Label Hopi/Harmonia Mundi, 2000 et réédition 2004 CC Productions/Harmonia Mundi)
- Sarsara (Chant du Monde/Harmonia Mundi, 2005)
- Akasha (Abalone[5]/L’autre Distribution, 2015)

En septembre 2012, c’est dans le cadre de la résidence de compositeur associé au Théâtre 71/ Scène Nationale de Malakoff qu‘il écrit un répertoire original basé sur une libre relecture d'extraits d’œuvres de Franz Schubert et qu’il réunit le Wanderer Septet avec Régis Huby (violon), Jean-Marc Larché (saxophones), Pierre-François Roussillon (clarinette basse), Thierry Péala (chant, textes), Edouard Ferlet (piano), Xavier Desandre Navarre (percussions).
En 2015, il crée avec Christophe Marguet le quintet Spirit Dance : Bruno Ruder au piano, Fabrice Martinez à la trompette et au bugle ainsi que David Chevallier à la guitare. Avec D’Amour et de Folie, il écrit un répertoire pour chœur mixte et saxophone soprano (18 artistes) avec la mise en musique de sonnets de la poétesse Louise Labbé. Le concert de création a lieu le 25 juin 2016 au festival des Traversées à l’abbaye de Noirlac et il est repris en 2017 au Festival de Chambord. En 2016, Yves Rousseau compose pour un nouveau quintet qu’il intitule « murmures »  autour de textes poétiques de François Cheng, avec Pierrick Hardy, Thomas Savy, Anne Le Goff et Keyvan Chemirani. En 2017, avec son complice de longue date Jean-Marc Larché aux saxophones alto et soprano, le duo Continuum voit le jour avec un répertoire presque entièrement original. Parallèlement à ses projets personnels, il joue dans l'orchestre de Jean-Rémy Guédon, Archimusic.
Yves Rousseau lance et enregistre (CD paru sur le label Yolk Music) ses compositions originales en 2020, sous le titre de "Fragments", qui est un hommage et une façon de revisiter le rock progressif des années 1970. Il s'est entouré pour ce faire de Géraldine Laurent au saxophone alto, de Thomas Savy à la clarinette basse, de Jean-Louis Pommier au trombone, du guitariste hongrois Csaba Palotaï, de Étienne Manchon aux claviers Rhodes, Moog, Wurlitzer, de Vincent Tortiller à la batterie et de Yves Rousseau à la contrebasse et composition. Le disque est salué par les critiques, en particulier dans le fait qu'il réussit à reprendre l'esprit de ce courant musical des années 70, tout en restant d'une couleur très actuelle et personnelle.
L'orchestre régional de Normandie commande à Yves Rousseau, une composition originale pour orchestre et un musicien du Burkina Faso. Il en émane le disque Alter ego, composé pour l'orchestre ainsi que pour le multi-instrumentiste burkinabé Oua-Anou Diarra. Il s'agit d'une rencontre "entre deux mondes" selon les mots de Yves Rousseau tirés du livret du disque, celui "de la musique écrite et de la tradition orale". L'orchestre nationale de Normandie est dirigé par le chef français Jean Deroyer. Le disque est enregistré sur le label Mco (labelmco.com) et parait en 2022 et reçoit 4 étoiles de Classica et "élu Citizen Jazz" et obtient 3 f de Télérama.

## Discographie

### En leader
- Yves Rousseau, Shabda, 2025, Alla Luna
- Yves Rousseau Septet, Fragments, 2020 Yolk Music
- Yves Rousseau, murmures 2018 Abalone
- Yves Rousseau, Wanderer septet[19] 2016 Abalone
- Yves Rousseau & Christophe Marguet, Spirit Dance Quintet 2015 Cristal Records
- Yves Rousseau, Akasha, 2015 Abalone
- Yves Rousseau, Poète, vos papiers ! Léo Ferré 2007 Le Chant du Monde
- Yves Rousseau, Sarsara, 2005 Le Chant du Monde
- Yves Rousseau, Fées et Gestes, Label Hopi 2000 réédité CC Productions 2004

### Collaborations (liste non exhaustive)
- Les jours de Fête, hommage à Jacques Tati 1994
- Spectacles 1997
- Andy Emler Mégaoctet/ Archimusic Radio-France Présence d’Esprit 2012
- Archimusic Terres Arc en Ciel 2013
- Archimusic[20] 13 arpents de malheur 2001
- Archimusic Élise Caron Jean-Rémy Guédon Sade Songs 2006
- Jacques Mahieux Chantages 1990
- Jacques Mahieux Mahieux 1993